# Queremos rock
Queremos rock es el nombre del quinto álbum de estudio grabado por el grupo mexicano de rock Moderatto, Fue lanzado al mercado por el empresa discográfica EMI Televisa Music el 21 de octubre de 2008. El disco incluye tres versiones y siete canciones de autoría propia. Fue reeditado en 2009 y lanzan el 11 de noviembre el que sería el único nuevo sencillo: Zodiaco.

## Lista de canciones
| Queremos rock |                                              |          |  |
| N.º           | Título                                       | Duración |  |
| 1.            | «Hechizo de amor»                            |          |  |
| 2.            | «Ya lo veía venir»                           |          |  |
| 3.            | «Mil demonios»                               |          |  |
| 4.            | «Zodiaco» (solo reedición)                   |          |  |
| 5.            | «Oh mamá» (ella me ha besado)                |          |  |
| 6.            | «Increíble»                                  |          |  |
| 7.            | «Gafas oscuras»                              |          |  |
| 8.            | «Mi papá»                                    |          |  |
| 9.            | «Estarás»                                    |          |  |
| 10.           | «Novios no»                                  |          |  |
| 11.           | «Vamos a la playa»                           |          |  |
| 12.           | «Increíble» (Hidden Track no.69 en el disco) |          |  |

## Sencillos
- Mil demonios
- Ya lo veía venir
- Zodiaco [solo reedición]